# Josef Matěj Navrátil
 Josef Matěj Navrátil  est un peintre et décorateur bohémien né le 17 février 1789 à Slaný et décédé le 21 avril 1865 à Prague.

## Biographie
Il s’installe avec sa famille à Prague en 1801. Il suit une formation de peintre en bâtiment avec son père puis étudie à l’Académie de Prague entre 1819 et 1823, puis voyage souvent en Europe à partir de 1832.
Les Alpes sont un de ses sujets favoris. Ses peintures murales figurent sur de nombreux châteaux dont le château de Prague et celui de Liběchov (Liboch).

## Style
Navrátil est un superbe peintre paysagiste, mais la plupart de son travail se concentre sur les natures mortes et les peintures et croquis figuratifs. Dans ses peintures, il y a un mélange de différents styles de croquis, ce qui va jusqu'à l'impressionnisme.

## Héritage
La première exposition complète de son travail a lieu à titre posthume en 1909 au Rudolfinum. En 1952, il a une rue qui porte son nom près de la place Charles à Prague.
Il inspire le photographe Josef Sudek, dont l'influence apparaît dans les années 50 avec ses natures mortes qui se reproduisent non seulement pour l'impression, mais aussi pour lui-même. Il les a laissés influencer l'enregistrement du paysage de Cologne après la Seconde Guerre mondiale a créé une série de natures mortes par Navrátil en 1954.
L'art du peintre Navratil est représenté sur au moins un timbre-poste de la Tchécoslovaquie. Le 19 août 1988, la Tchécoslovaquie émet un timbre de cinq couronnes représentant le tableau "Turin, Monte Superga", situé au Musée postal de Prague. Le numéro de catalogue Scott pour ce timbre est 2715. Le timbre à cinq couronnes a été émis avec deux timbres-poste identiques dans un bloc-feuillet miniature émis en commémoration de l'exposition internationale de timbres de Prague 88.